# Хуљај
Хуљај (алб. Hulaj) је насељено место у општини Дечани, на Косову и Метохији. Према попису становништва из 2011. у насељу је живело 158 становника.

## Становништво
Према попису из 2011. године, Хуљај има следећи етнички састав становништва:
| Националност | 2011.        |
| Албанци      | 157 (99,37%) |
| непознато    | 1 (0,63%)    |
| Укупно       | 158          |

| Демографија | Демографија | Демографија |
| Година      | Становника  | Становника  |
| ----------- | ----------- | ----------- |
| 1948.       | 72          |             |
| 1953.       | 87          |             |
| 1961.       | 84          |             |
| 1971.       | 99          |             |
| 1981.       | 128         |             |
| 1991.       | 151         |             |
| 2011.       | 158         |             |